# Akházjáhu júdai király
Akházjáhu, más írásmóddal Áházia, Ochoziás (héberül: אֲחַזְיָה / ʼĂḥazyāhw ['megtartott az Úr'], görögül: Οχοζιας, latinul: Ahazia), (Kr. e. 864 k. – Kr. e. 842) Júda királya Kr. e. 843-tól Kr. e. 842-ig.
Jórám és Atália legkisebb fia (1Kir, 2Krón). Mivel bátyjait egy portyázó arab csapat elrabolta, ő lett édesapja utóda 22 éves korában. Anyja befolyására teret engedett országban Baál kultuszának. Együtt harcolt anyai nagybátyjával, Jórámmal az arámiak ellen, s elkísérte őt Jezréelbe, ahol Jórám a háborúban szerzett sebeit kezeltette. Ekkor az lázadó Jéhu vezér rajtuk ütött, Jórámot megölte, s a menekülő Akházjáhut is megsebesítette. Áháziának sikerült Megiddóig eljutnia, de ott sebébe belehalt. A 2Krón előadása szerint Jéhu előbb Aházjáhu rokonait ölette meg, akik kíséretében tartózkodtak, végül Somróban (Szamáriában) elfogták a bujkáló Áháziát is, és a vezér elé vitték, aki kivégeztette.